# Mönchswald

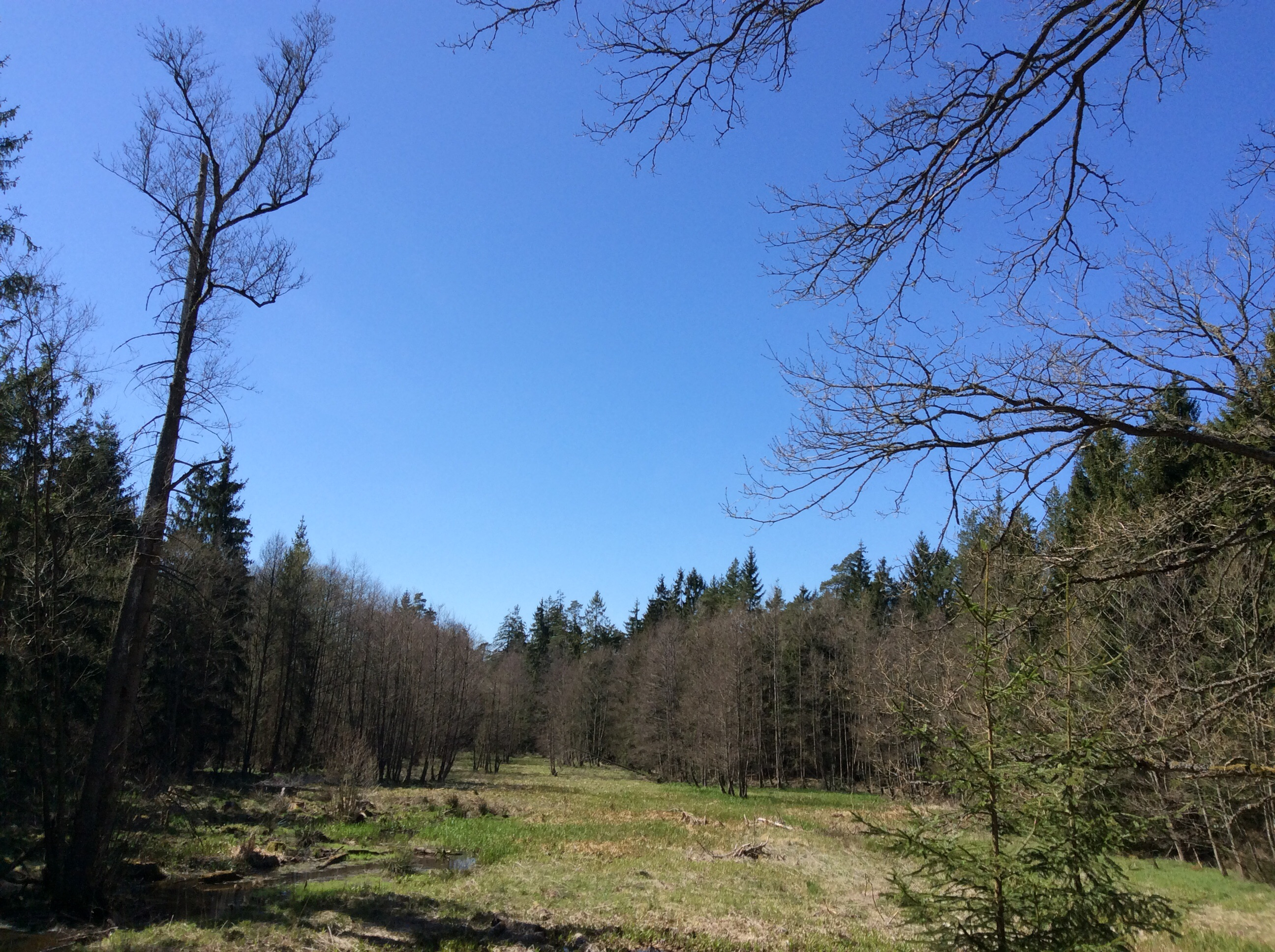
Feuchter Bereich im Mönchswald (2015)

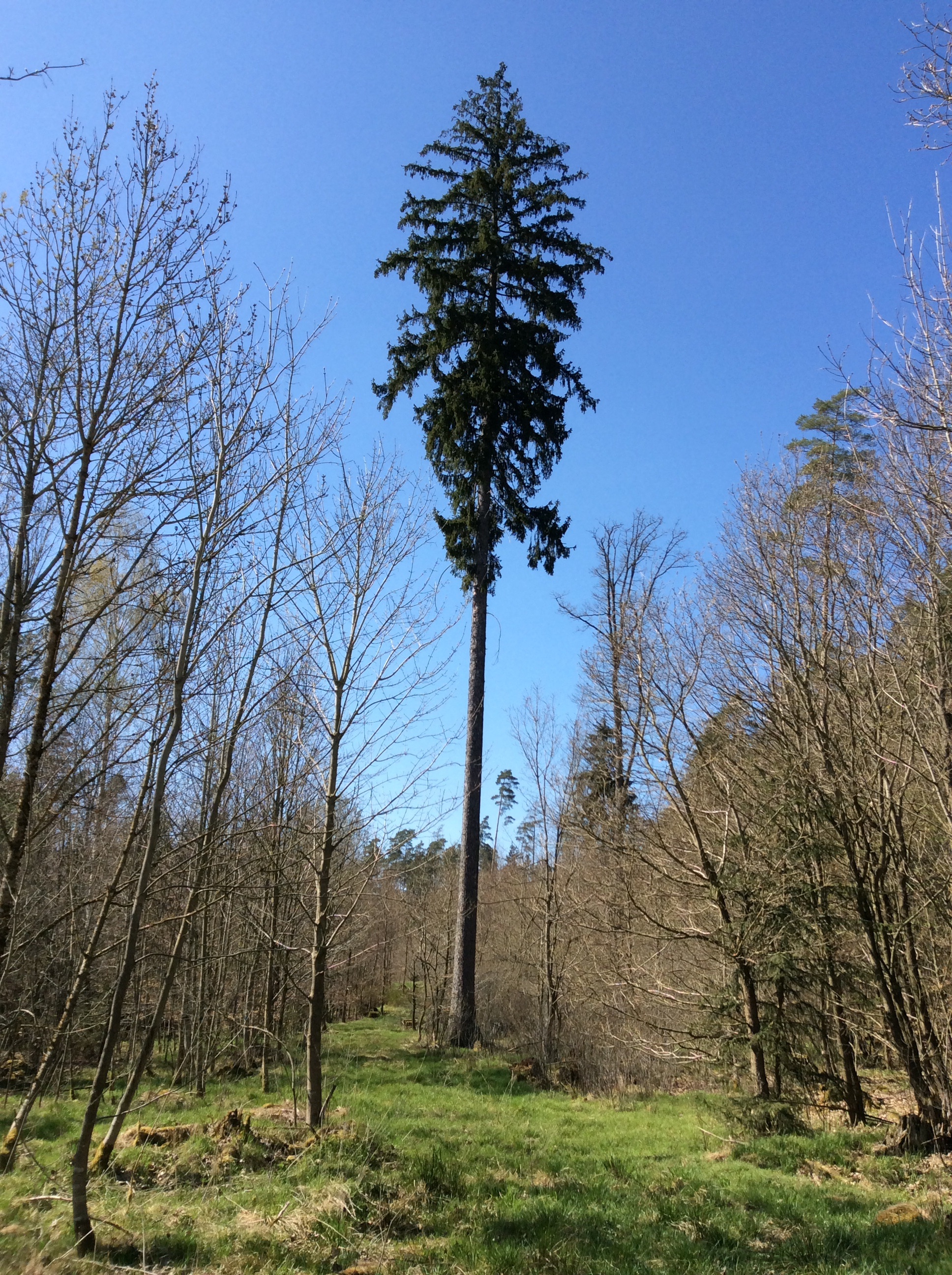
Ein einsamer Riese im Mönchswald

Der Mönchswald ist ein Waldgebiet nördlich von Altenmuhr im mittelfränkischen Landkreises Weißenburg-Gunzenhausen. Ein kleiner nördlicher Teil befindet sich im Landkreis Ansbach. Der Mönchswald war bis zur Gemeindegebietsreform in Bayern ein Gemeindefreies Gebiet. Zusammen mit dem angrenzenden Haundorfer Wald bildet das Waldgebiet einen der größten zusammenhängenden Wälder Bayerns und das Wandergebiet Mönchswald-Region.
Der Mönchswald liegt im Nordwesten des Landkreises Weißenburg-Gunzenhausen im Norden des Fränkischen Seenlandes. Das Waldgebiet liegt im Norden der Gemeinde Muhr am See und zu einem kleinen Teil auf dem Gebiet der Städte Merkendorf und Wolframs-Eschenbach. Der Mönchswald liegt zwischen Ornbau im Westen und Haundorf im Osten. Der Nesselbach trennt ihn vom Haundorfer Wald. Im Westen grenzt die Wiesmet an. Die Bundesstraße 13 durchquert den Wald. Am Südrand des Waldes liegt der Ort Forsthaus.
Seinen Namen erhielt das Gebiet durch die Mönche des Klosters Heilsbronn, die den ihnen im Jahr 1191 von Bischof Otto von Eichstätt überlassenen Wald urbar machten.
Im Baumbestand dominieren Föhren und Fichten, an manchen Stellen sind auch Laubholzbestände zu finden. Durch die Lage im Fränkischen Seenland ist der Wald ein beliebtes Wandergebiet. Er ist touristisch gut erschlossen und von Rad- und Wanderwegen durchzogen.